# Sistema nerviós entèric

El sistema nerviós entèric forma part del sistema nerviós gastrointestinal

Sistema nerviós entèric (SNE) és una subdivisió del sistema nerviós autònom que s'encarrega de controlar directament l'aparell digestiu. Es troba en els embolcalls de teixit que revesteixen l'esòfag, estómac, intestí prim i el còlon. És l'objecte principal d'estudi de la neurogastroenterologia.

## Funcions

Capes del sistema nerviós

El SNE s'encarrega de funcions autònomes, com la coordinació de reflexos, els moviments peristàltics la regulació de la secreció, molt important en la secreció biliar i pancreàtica, les contraccions peristàltiques i les massives (en vòmits i diarrees), és sensible a les hormones, etc.

## Desenvolupament embriològic
Hi ha migracions molt primerenques de la cresta neural, que poblarà la paret de l'intestí, és un estadi molt primerenc i migren pels dos extrems del tub digestiu. A través d'aquesta cresta migren moltes estirps cel·lulars, no només d'aquest sistema. Les estirps entèriques es van a localitzar en els plexes per viscerals.
És una migració de la cresta neural sobretot del romboencèfal fins als 2/3 anteriors del còlon i de la cresta neural des 1/3 posterior del còlon fins a l'anus. Les neurones es van a disposar en els plexes viscerals de Meissner i d'Auerbach.